# 앵그리버드 (비디오 게임)
《앵그리버드》(영어: Angry Birds)는 2009년에 출시된 핀란드의 비디오 게임 개발사 로비오 엔터테인먼트의 비디오 게임이다. 앵그리버드 시리즈 또는 앵그리버드의 새 무리와의 구분을 위해《앵그리버드 클래식》이라고 부르기도 한다.

## 개요
이 게임이 애플의 아이폰과 아이팟 터치용 게임으로 개발되었을 때 천만 번 이상의 복사본이 구입되었고, 다른 터치스크린에 기반을 둔 스마트폰 버전들이 생기기 시작하였다.
2010년 11월, 디지털트렌즈 닷컴은 "3천 6백만 번의 내려받기를 통해, 앵그리 버드는 이제 대부분의 주류 게임 중의 하나가 되었다."라고 말했다.
2011년 1월 4일 마이크로소프트 윈도우 7, 윈도우 XP 그리고 모블린용 버전이 출시되었다.

## 플레이 방법
각 스테이지에서 플레이어는 정해진 새들을 차례대로 새총을 이용하여 쏘아 돼지들을 모두 잡아야 한다. 각 새들의 특징에 따라 다양하게 활용할 수 있다.
모든 새들을 쏘고 돼지가 한 마리라도 남아 있으면 실패하게 되며, 모두 잡았을 경우 돼지 및 장애물의 파손 정도, 그리고 남은 새들의 수에 따라 점수를 획득한다. 점수에 따라 별 1개~3개를 획득하게 된다.

## 등장 인물

### 새들
- 레드(Red): 빨간 새로, 새들의 리더이다. 게임 속에서 특별한 능력을 가진 경우는 드물다. 그러나 '레드의 거대한 깃털'에서는 누르면 누른 쪽으로 빠르게 돌진하며 나무 부수기에 능하다.
- 블루(The Blues): 파란 새로, 새 세 마리의 이름은 각각 짐, 제이크, 제이이다. 장난기가 넘친다. 게임에서 누르면 셋으로 분열하는 능력을 가지고 있고, 유리와 얼음 부수기에 능하다.
- 척(Chuck): 노란 새로, 빠르게 달릴 수 있다. 게임에서 누르면 속도가 빨라지며, 나무 부수기에 능하다.
- 밤(Bomb): 검은 새. 쉽게 폭발한다. 게임에서 누르면 폭발한다. 돌 부수기에 능하다.
- 마틸다(Matilda): 하얀 새. 평화를 사랑한다. 게임에서 누르면 알 폭탄을 낳는다.
- 할(Hal): 녹색 새. 부리가 크며 게임에서 누르면 부메랑처럼 뒤로 되돌아온다.
- 테렌스(Terence): 거대한 새. 엄청난 힘을 갖고 있으며 침묵한다. 게임에서 거대한 몸집으로 구조물을 파괴한다.
- 버블(Bubbles): 주황색 새. 사탕을 좋아한다. 게임에서 누르면 엄청난 크기로 부풀어오른다.
- 스텔라(Stella): 분홍색 새. 활동적이다. 게임에서 누르면 주위 물건들을 비눗방울에 가둔다.

### 전설
- 마이티 이글(mighty eagle):전설적인 독수리.게임에서 먹이를 던지면 날아온다.

## 에피소드
| #        | 장 번호    | 이름                  | 출시일           | 레벨 수         | 비고 |
| -------- | ---------- | --------------------- | ---------------- | --------------- | ---- |
| 1        | 1~3        | Poached Eggs          | 2009년 12월 11일 | 63 (21+21+21)   |      |
| 2        | 4~5        | Mighty Hoax           | 2010년 2월 11일  | 42 (21+21)      |      |
| 3        | 6~8        | Danger Above          | 2010년 4월 11일  | 45 (15+15+15)   |      |
| 4        | 9~11       | The Big Setup         | 2010년 7월 18일  | 45 (15+15+15)   |      |
| 5        | 12~14      | Ham 'Em High          | 2010년 12월 23일 | 48 (15+15+15+3) |      |
| 6        | 15~17      | Mine and Dine         | 2011년 6월 16일  | 45 (15+15+15)   |      |
| 7        | 20, 19, 18 | Birdday Party         | 2011년 12월 11일 | 45 (15+15+15)   |      |
| 8        | 21~23      | Bad Piggies           | 2012년 10월 9일  | 45 (15+15+15)   |      |
| 9        | 24~25      | Red's Mighty Feathers | 2013년 7월 3일   | 30 (15+15)      |      |
| 10       | 26~28      | Short Fuse            | 2013년 11월 26일 | 45 (15+15+15)   |      |
| 11       | 29         | Flock Favorites       | 2014년 7월 22일  | 30              |      |
| 12       | 30         | Birdday 5             | 2014년 12월 11일 | 30              |      |
| 보너스 1 | 보너스 1~3 | Surf and Turf         | 2012년 3월 20일  | 45 (15+15+15)   |      |
| 보너스 2 | 보너스 4~5 | Golden Eggs           | 2010년 4월 6일   | 32              |      |

## 평가
| 평가 |                                         |
| --- | --------------------------------------- |
| 통합 점수 통합사 점수 메타크리틱 iOS: 80/100 [ 4 ] PSP: 77/100 [ 5 ] 평론 점수 평론사 점수 올게임 [ 6 ] 게임존 iOS: 8.0/10 [ 7 ] IGN iOS: 8.0/10 [ 8 ] PSP: 7.5/10 [ 9 ] Android: 8.0/10 [ 10 ] OPM (UK) PSP: 90/100 [ 5 ] [ 11 ] Macworld iOS: [ 12 ] Pocket Gamer iOS: 8.0/10 [ 13 ] |                                         |
| 통합 점수 |                                         |
| 통합사 | 점수                                    |
| 메타크리틱 | iOS: 80/100 PSP: 77/100                 |
| 평론 점수 |                                         |
| 평론사 | 점수                                    |
| 올게임 | [ 6 ]                                   |
| 게임존 | iOS: 8.0/10                             |
| IGN | iOS: 8.0/10 PSP: 7.5/10 Android: 8.0/10 |
| OPM (UK) | PSP: 90/100                             |
| Macworld | iOS:                                    |
| Pocket Gamer | iOS: 8.0/10                             |